# Franklin Township (comté d'Allamakee, Iowa)
Pour les articles homonymes, voir Franklin Township.
Franklin Township est un township, du comté d'Allamakee en Iowa, aux États-Unis,.